# John Badham
John MacDonald Badham, född 25 augusti 1939 i Luton, Bedfordshire, är en brittiskfödd amerikansk regissör. Badham är mest känd för filmerna Saturday Night Fever och WarGames.

## Filmografi
- 1976 – The Bingo Long Traveling All-Stars & Motor Kings
- 1977 – Saturday Night Fever
- 1979 – Greve Dracula
- 1981 – Är det inte mitt liv kanske
- 1983 – WarGames
- 1983 – Blue Thunder
- 1985 – American Flyers
- 1986 – Nr 5 lever!
- 1987 – Spanarna (film)
- 1990 – Lovligt byte
- 1991 – Ett tufft jobb
- 1993 – Spanarna 2
- 1993 – Kodnamn: Nina
- 1994 – Drop Zone
- 1995 – I sista sekunden
- 1997 – Farlig identitet
- 1998 – Kampen för mitt barn
- 1999 – Jack Bull
- 2000 – The Last Debate
- 2002 – My Brother's Keeper
- 2002 – Obsessed
- 2003 – Footsteps
- 2004 – Evel Knievel